# Anodontiglanis dahli
Anodontiglanis dahli és una espècie de peix de la família dels plotòsids i de l'ordre dels siluriformes.

## Morfologia
- Els mascles poden assolir 40 cm de longitud total.[1][2]

## Alimentació
Menja insectes aquàtics, mol·luscs, gambes i detritus del fons.

## Hàbitat
És un peix d'aigua dolça i de clima tropical.

## Distribució geogràfica
És un endemisme d'Austràlia.